# Дарґошево
Дарґошево (пол. Dargoszewo, нім. Alt Dargsow) — село в Польщі, у гміні Ґольчево Каменського повіту Західнопоморського воєводства.
Населення — 127 осіб (2011).
У 1975-1998 роках село належало до Щецинського воєводства.

## Демографія
Демографічна структура станом на 31 березня 2011 року:
|          | Загалом | Допрацездатний вік | Працездатний вік | Постпрацездатний вік |
| -------- | ------- | ------------------ | ---------------- | -------------------- |
| Чоловіки | 68      | 11                 | 56               | 1                    |
| Жінки    | 59      | 8                  | 40               | 11                   |
| Разом    | 127     | 19                 | 96               | 12                   |